# Antonio Iznata Dimas
Antonio Iznata Dimas   (Màlaga, 7 de juliol de 1943 - Màlaga, 25 de gener de 2019) fou un exfutbolista andalús de la dècada de 1960.
Jugà al futbol base del CD Málaga fins que de jove ingressà a les categories inferiors del Reial Madrid. L'any 1962 fitxà pel CA Osasuna a primera divisió. Des d'aleshores, la seva carrera ha combinat temporades a la màxima categoria del futbol espanyol amb temporades a la Divisió de Plata. La temporada 1963-1964 jugà al RCD Espanyol a Primera, però només disputà 3 partits de lliga. Ingressà al CE L'Hospitalet la temporada següent, on destacà amb 7 gols en 18 partits a Segona Divisió. Posteriorment jugà dues temporades al Rayo Vallecano, una al Reial Madrid, on guanyà la lliga però només jugà 1 partit, dues més al Real Murcia CF, acabant la seva carrera al Reial Saragossa a Primera i al Vila-real CF a Segona la temporada 1971-1972.
És pare del també futbolista Raúl Iznata i fill d'Antonio Iznata Urbano, qui fou entrenador del Club Deportivo Málaga.